# Морозова, Елена Григорьевна
Елена Григорьевна Морозова (1832—1908) — русская предпринимательница и благотворитель.

## Биография

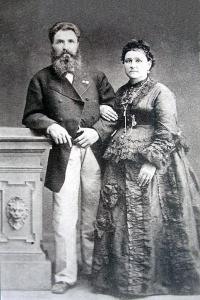
Фотография с мужем

Родилась в 1832 году в селе Венец Ковровского уезда Владимирской губернии.
Была женой купца первой гильдии Алексея Морозова. Как и муж, Елена Григорьевна выкупилась из крепостной неволи до реформы 1861 года.
На Алтае Алексей и Елена Морозовы появилась в конце 1850-х годов. Начали с торговли в Горном Алтае, после чего перебрались в город в Бийск. После смерти мужа в 1894 году, Елена Григорьевна продолжила его дело. Занимаясь предпринимательством, она вкладывала крупные капиталы в промышленность, и к 1908 году её капитал составил 1 481 500 рублей.
Также Е. Г. Морозова занималась благотворительностью: являлась попечительницей бийской женской гимназии, почетной блюстительницей Успенского и Николаевского женских приходских училищ, на собственные средства построила домовую церковь при юродском мужском училище, жертвовала деньги барнаульской лечебнице. Являлась бессменным председателем Бийского общества попечения о начальном образовании, в пользу которого она пожертвовала участок земли площадью 20 000 м² под строительство школы. После постройки школы Елена Морозова выделяла средства на покупку одежды и учебников для учеников из несостоятельных семей.
В 1899 году Елена Григорьевна в Бийске одну из первых электростанций в Сибири, которая освещала центральные улицы, пассажи и магазины, дома и общественные здания. В настоящее время здание электростанции — объект культурного наследия регионального значения.
Умерла в 1908 году в Бийске, где и была похоронена.
По своему духовному завещанию Елена Григорьевна подарила Бийску здание стоимостью 19 000 рублей для открытия Низшего ремесленного училища, которому после открытия было присвоено имя Алексея и Елены Морозовых.
Как и её муж, Елена Морозова стала Потомственным почетным гражданином Бийска. За свою благотворительность она была награждена медалью «За усердие» на Анненской ленте и медалью «В память царствования императора Александра III». В честь её 60-летия от имени великой княжны Марии Павловны, Е. Г. Морозовой был преподнесён золотой браслет с бриллиантом и сапфирами, стоимостью 1000 рублей.